# NGC 5083
NGC 5083 (również PGC 46413 lub UGC 8367) – galaktyka spiralna z poprzeczką (SBc), znajdująca się w gwiazdozbiorze Psów Gończych. Odkrył ją Lewis A. Swift 14 czerwca 1885 roku.